# Yun Sung-bin
Yun Sung-bin (kor. 윤 성빈, ur. 23 maja 1994 w Namhae) – południowokoreański skeletonista, jednokrotny zdobywca Pucharu Świata, dwukrotny medalista mistrzostw świata, złoty medalista igrzysk olimpijskich w Pjongczangu.

## Życie prywatne
Yun Sung-bin urodził się 23 maja 1994 roku w położonym na wybrzeżu powiecie Namhae, stanowiącym część prowincji Gyeongsang Południowy. Jego ojciec grał w siatkówkę, zaś matka, Cho Young-hee uprawiała tenis stołowy. Sam od najmłodszych lat wykazywał zainteresowanie różnymi dyscyplinami sportu, takimi jak związane z bieganiem i skakaniem konkurencje lekkoatletyczne, a także badminton i piłka nożna – jego idolem z dzieciństwa był grający m.in. w Manchesterze United południowokoreański piłkarz Park Ji-sung.
Gdy był uczniem szkoły podstawowej został wybrany do powiatowej drużyny piłkarskiej, ponadto w trzeciej klasie reprezentował powiat na lokalnej imprezie lekkoatletycznej, na której wygrał zawody w skoku wzwyż i biegach na krótkich dystansach. Jako ósmoklasista przeniósł się wraz z rodzicami i młodszą siostrą do Seulu, gdzie w miejscowej szkole podstawowej kontynuował uprawianie sportu, który był dla niego sposobem na adaptację w nowym środowisku. Marząc o dostaniu się na uniwersytet sportowy, w ostatniej klasie złożył podania do kilku sportowych szkół średnich, jednak nie udało mu się zdać egzaminu praktycznego. Ostatecznie został uczniem szkoły średniej Sillim, w której był zawodnikiem szkolnej drużyny koszykarskiej.
W 2012 roku, w ostatniej klasie szkoły średniej nauczyciel wychowania fizycznego Yuna, będący również jednym z urzędników Koreańskiej Federacji Bobslejowo-Skeletonowej widząc jego szybkość podczas gry w koszykówkę zasugerował mu spróbowanie sił w skeletonie. Po zostaniu studentem Koreańskiego Narodowego Uniwersytetu Sportowego Yun rozpoczął pod okiem byłego zawodnika sportów saneczkarskich i czterokrotnego olimpijczyka Kang Kwanga-bae treningi skeletonowe, a zaledwie trzy miesiące później został włączony do utworzonej z myślą o igrzyskach olimpijskich w 2014 roku skeletonowej drużyny narodowej.

## Kariera
W 2013 roku rozpoczął starty w Pucharze Ameryki Północnej oraz w Pucharze Interkontynentalnym, w którym pięciokrotnie stanął na podium zawodów swojego debiutanckiego sezonu 2013/2014. W 2014 roku wziął udział w igrzyskach olimpijskich w Soczi, na których zajął 16. miejsce. W tym samym roku, 12 grudnia zadebiutował w Pucharze Świata, kiedy to na rozgrywanych w Lake Placid zawodach sezonu 2014/2015 został zdyskwalifikowany, z kolei 19 grudnia po raz pierwszy w karierze i jako pierwszy w historii Koreańczyk stanął na podium w tym cyklu, zajmując 3. miejsce na zawodach zorganizowanych w Calgary, na których wyprzedzili go tylko Łotysze: Martins i Tomass Dukurs.
W 2015 roku pojawił się na mistrzostwach świata w Winterbergu, na których zajął 8. miejsce. W 2016 roku wystartował w mistrzostwach świata w Igls, na których ex aequo z Rosjaninem Aleksandrem Trietjakowem wywalczył srebrny medal, plasując się wraz z nim na podium za Martinsem Dukursem. W tym samym roku odniósł również pierwsze zwycięstwo w Pucharze Świata, pokonując na rozgrywanych 5 lutego w Sankt Moritz zawodach Martinsa i Tomassa Dukursów, ponadto zajął 2. miejsce w pucharowej klasyfikacji generalnej sezonu 2015/2016, w której uplasował się za Martinsem i przed Tomassem Dukursem. Kolejne 2. miejsce zajął w następnym roku za sezon 2016/2017, rozdzielając na podium Martinsa Dukursa i Aleksandra Trietjakowa.
W 2018 roku wziął udział w igrzyskach olimpijskich w Pjongczangu, na których zdobył złoty medal, pokonując startującego jako reprezentant olimpijskich sportowców z Rosji Aleksandra Trietjakowa i Brytyjczyka Dominica Parsonsa. Został tym samym pierwszym azjatyckim medalistą olimpijskim w skeletonie, a także pierwszym sportowcem pochodzącym spoza Ameryki Północnej i Europy, który wywalczył medal olimpijski w dyscyplinach saneczkarskich. W tym samym roku odebrał ponadto Kryształową Kulę za zwycięstwo w klasyfikacji generalnej sezonu 2017/2018 Pucharu Świata, w której wyprzedził Niemca Axela Jungka i Tomassa Dukursa. W 2019 roku pojawił się na mistrzostwach świata w Whistler, na których zdobył brązowy medal, przegrywając tylko z Martinsem Dukursem i Rosjaninem Nikitą Triegubowem, a także zajął 2. miejsce w klasyfikacji generalnej sezonu 2018/2019 Pucharu Świata, w której rozdzielił na podium Aleksandra Trietjakowa i Martinsa Dukursa.

## Osiągnięcia

### Igrzyska olimpijskie
| Rok  | Miejsce    | Lokata |
| ---- | ---------- | ------ |
| 2014 | Soczi      | 16.    |
| 2018 | Pjongczang | 1.     |
| 2022 | Pekin      | 12.    |

### Mistrzostwa świata
| Rok  | Miejsce    | Lokata |
| ---- | ---------- | ------ |
| 2015 | Winterberg | 8.     |
| 2016 | Igls       | 2.     |
| 2019 | Whistler   | 3.     |
| 2020 | Altenberg  | 6.     |
| 2021 | Altenberg  | 17.    |

### Puchar Świata
| Sezon     | Lokata |
| --------- | ------ |
| 2014/2015 | 6.     |
| 2015/2016 | 2.     |
| 2016/2017 | 2.     |
| 2017/2018 | 1.     |
| 2018/2019 | 2.     |
| 2019/2020 | 3.     |
| 2020/2021 | 17.    |
| 2021/2022 | 11.    |